# Grand bailliage de Brandebourg
Pour les articles homonymes, voir Ordre de Saint-Jean et Ordre de Malte.
Le Grand Bailliage de Brandebourg est un grand prieuré de la langue d'Allemagne de l’ordre de Saint-Jean de Jérusalem. Il est devenu l'ordre protestant de Saint-Jean en 1852.

## Historique

### Apparition de la Langue d'Allemagne

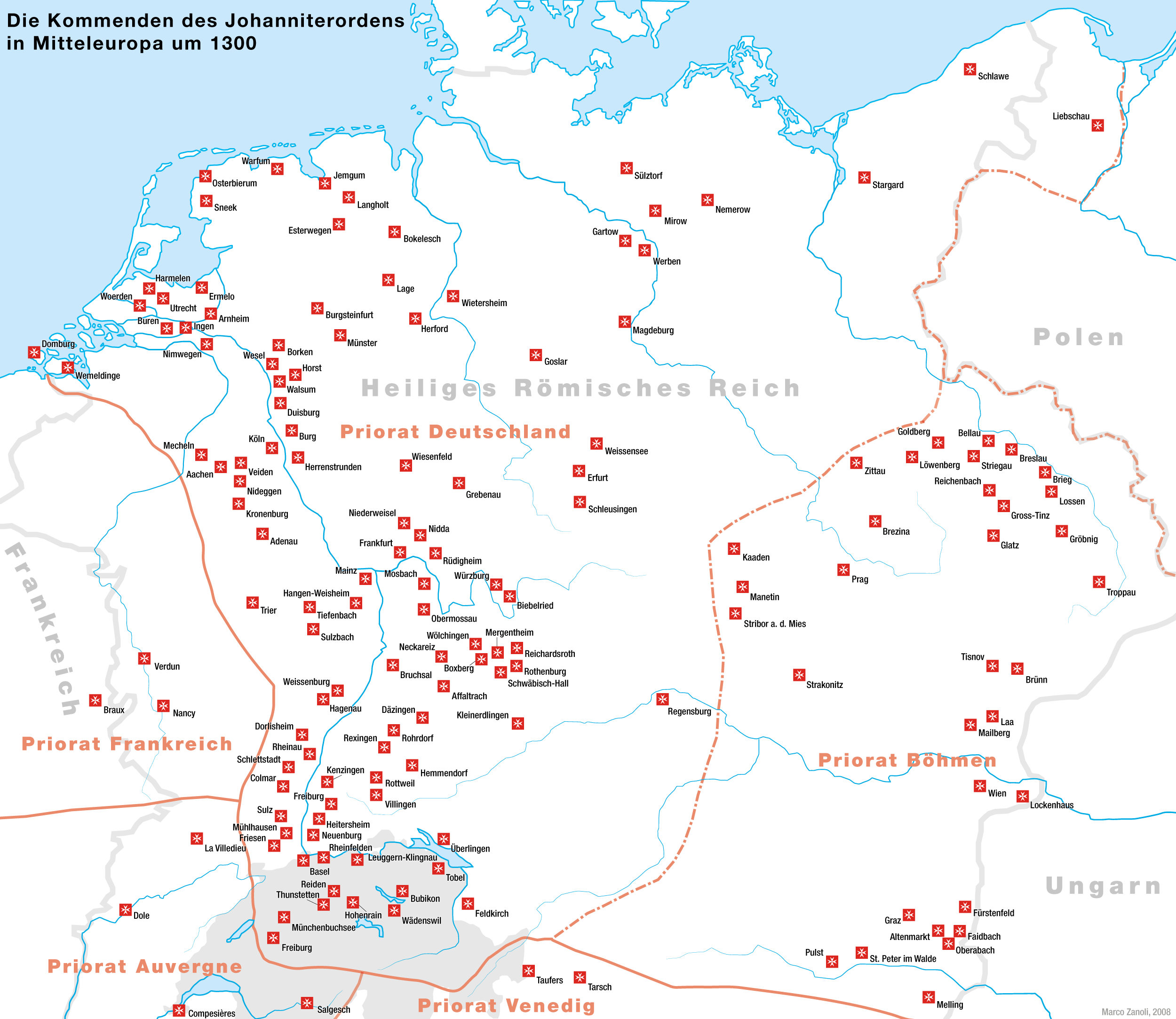
Implantations de l'Ordre en 1300

Peu après la création de l'ordre de Saint-Jean de Jérusalem ses soutiens en Europe occidentale ont commencé à léguer des terres agricoles et d'autres actifs pour contribuer aux objectifs de l'Ordre, l'aide médicale des pèlerins chrétiens vers la Terre sainte et aussi leur protection militaire. Ces propriétés foncières ont été rassemblées dans des divisions administratives appelées commanderies, chacune dirigée par un frère chevalier de l'Ordre dit commandeur. La première commanderie en Allemagne a été fondée dans le milieu du XIIe siècle,. Ces commanderies étaient regroupées administrativement en prieurés et/ou bailliages et en langue hospitalière, dont la langue d'Allemagne.
En 1318, le grand bailliage de Brandebourg est établi dans les parties nord-est du Saint-Empire romain germanique, une agrégation des commanderies de l'Ordre sous la responsabilité d'un bailli capitulaire. L'importance de ce bailliage pour les Hospitaliers après la dévolution des biens de l'ordre du Temple, a amené l'Ordre à permettre, par l'accord du Heimbach en 1382, le droit aux frères chevaliers de la langue de d'Allemagne du Bailliage de Brandebourg, de choisir leur propre bailli de Brandebourg, plus communément appelé le Herrenmeister, et par celui-ci les commandeurs du bailliage,.

### La scission de l'ordre de Saint-Jean de Jérusalem
Pendant la Réforme protestante, se pose le problème de l'adhésion au catholicisme. Le grand maître de l'Ordre et le pape ne peuvent accepter des membres de confession protestante. En 1581 le grand maître Jean L'Evesque de La Cassière convoque le herrenmeister Martin von Hohenstein devant le Chapitre de l'ordre de Saint-Jean de Jérusalem à Malte mais, von Hohenstein ne s'étant présenté, de la Cassière décrète l'exclusion des chevaliers du bailliage de l'Ordre en nommant le prieur d'Allemagne, catholique romain, bailli de Brandebourg, avec objectif de garder le bailliage au sein de l'Ordre,.
Avec l'appui des princes allemands, le bailliage de Brandebourg a continué à prospérer indépendamment de l'Ordre en admettant de nouveaux frères. Le bailliage a maintenu ses hôpitaux et autres institutions de soins pour les pauvres, les malades et les blessés. Les élections successives du herrenmeister (y compris un catholique romain, Adam von Schwartzenberg, en 1641) ont toujours été communiqués par le prieur d'Allemagne à l'Ordre mais les responsions du bailliage n'était plus transmis au trésor de l'Ordre privant celui-ci de revenus importants,.
La Guerre de Trente Ans dévasta le bailliage, entraînant la mort de nombreux chevaliers et la destruction d'une grande partie de la richesse du bailliage. Par les termes des Traités de Westphalie mettant fin au conflit, le bailliage a été placé sous la protection du prince électeur de Brandebourg, plus tard roi de Prusse, et membre de la Maison de Hohenzollern. En vertu de cette protection, le Johanniterorden installe son siège au château de Sonnenburg dans le Neumark de Brandebourg, à l'est de l'Oder, même si le Herrenmeister réside dans le Ordenspalais à Berlin depuis son achèvement en 1738.
Frédéric le Grand de Prusse, protecteur du bailliage et le grand maître Manoel Pinto da Fonseca sont convenus en 1764 d'une  réunification, et même, de la participation des délégués du bailliage au Chapitre général de l'Ordre à Malte en 1776, malgré l'opposition de Clément XIII. Le XVIIIe siècle, après l'expulsion de l'ordre de Saint-Jean de Jérusalem de Malte, verra des tentatives sporadiques de reconstitution avec le bailliage protestant pour le réincorporer dans l'Ordre catholique romain. Malgré le rétablissement de relations suivies, y compris le paiement des responsions, cela n'a jamais été possible du fait du véto papal,.

## Polémique sur les héritiers de l'ordre de Saint-Jean de Jérusalem
L'ordre souverain militaire et hospitalier de Saint-Jean de Jérusalem, de Rhodes et de Malte, qui se considère comme seul héritier catholique de l'ordre historique de Saint-Jean de Jérusalem, reconnaît et accepte aussi comme des héritiers protestants les ordres ou commanderies qui composent l'Alliance des ordres de Saint-Jean comme d'ailleurs le Très vénérable ordre de Saint-Jean britannique, à l'origine de confession réformée anglicane. Principalement, l'ordre souverain de Malte, et dans une moindre mesure, l'Alliance des ordres de Saint-Jean, dénie aux autres ordres ou associations la possibilité d'utiliser dans leur intitulé l'appellation « de Saint-Jean » ou « de Saint-Jean de Jérusalem ».

## Liste desherrenmeister(maître des chevaliers)
Liste des herrenmeister depuis 1382, date officielle de la création de la fonction
1323 – 1336 : Gebhard von Bortefelde (praeceptor generalis)
1341 – 1371 : Hermann von Wereberge (praeceptor generalis)
- 1371 – 1397 : Bernhard von der Schulenburg, considéré comme le premier herrenmeister
- 1397 – 1399 : Detlev von Walmede
- 1399 – 1418 : Reimar von Güntersberg
- 1419 – 1426 : Busso von Alvensleben
- 1426 – 1437 : Balthasar von Schlieben
- 1437 – 1459 : Nicolaus von Thierbach
- 1459 – 1460 : Heinrich von Redern
- 1460 – 1471 : Liborius von Schlieben
- 1471 – 1474 : Kaspar von Güntersberg
- 1474 – 1491 : Richard von der Schulenburg
- 1491 – 1526 : Georg von Schlabrendorff
- 1527 – 1544 : Veit von Thümen
- 1544 – 1545 : Joachim von Arnim
- 1545 – 1564 : Thomas von Runge
- 1564 – 1569 : Franz von Naumann
- 1569 – 1609 : Martin von Hohenstein
- 1610 – 1611 : Frédéric, margrave de Brandebourg
- 1611 – 1613 : Ernest, margrave de Brandebourg
- 1614 – 1615 : Georg Albrecht, margrave de Brandebourg
- 1616 – 1624 : Jean-Georges, margrave de Brandebourg
- 1624 – 1625 : Joachim Sigismond, margrave de Brandebourg
- 1625 – 1641 : Adam von Schwartzenberg (de religion catholique romaine)
- 1652 – 1679 : Jean-Maurice de Nassau-Siegen
- 1689 – 1692 : Georges-Frédéric de Waldeck-Pyrmont
- 1693 – 1695 : Karl Philipp, margrave de Brandebourg-Schwedt
- 1696 – 1731 : Albrecht Friedrich, margrave de Brandebourg
- 1731 – 1762 : Karl de Prusse, margrave de Brandebourg
- 1762 – 1812 : Auguste-Ferdinand de Prusse